# Oldoi
Der Oldoi (russisch Ольдой; Большой Ольдой (Bolschoi Oldoi, „Großer Oldoi“)) ist ein linker Nebenfluss des Amur in der Oblast Amur im Fernen Osten Russlands.
Der Oldoi entspringt im Tschernyschowa-Gebirgszug. Von dort fließt er in überwiegend südlicher Richtung zum Amur. Dabei durchfließt er die Verwaltungsbezirke Tynda und Skoworodino.
Der Oldoi hat eine Länge von 287 km. Er entwässert ein Areal von 9970 km². 
Größere Nebenflüsse des Oldoi sind Maly Oldoi (links) und Chaikta (rechts).